# Nikolaus Habjan

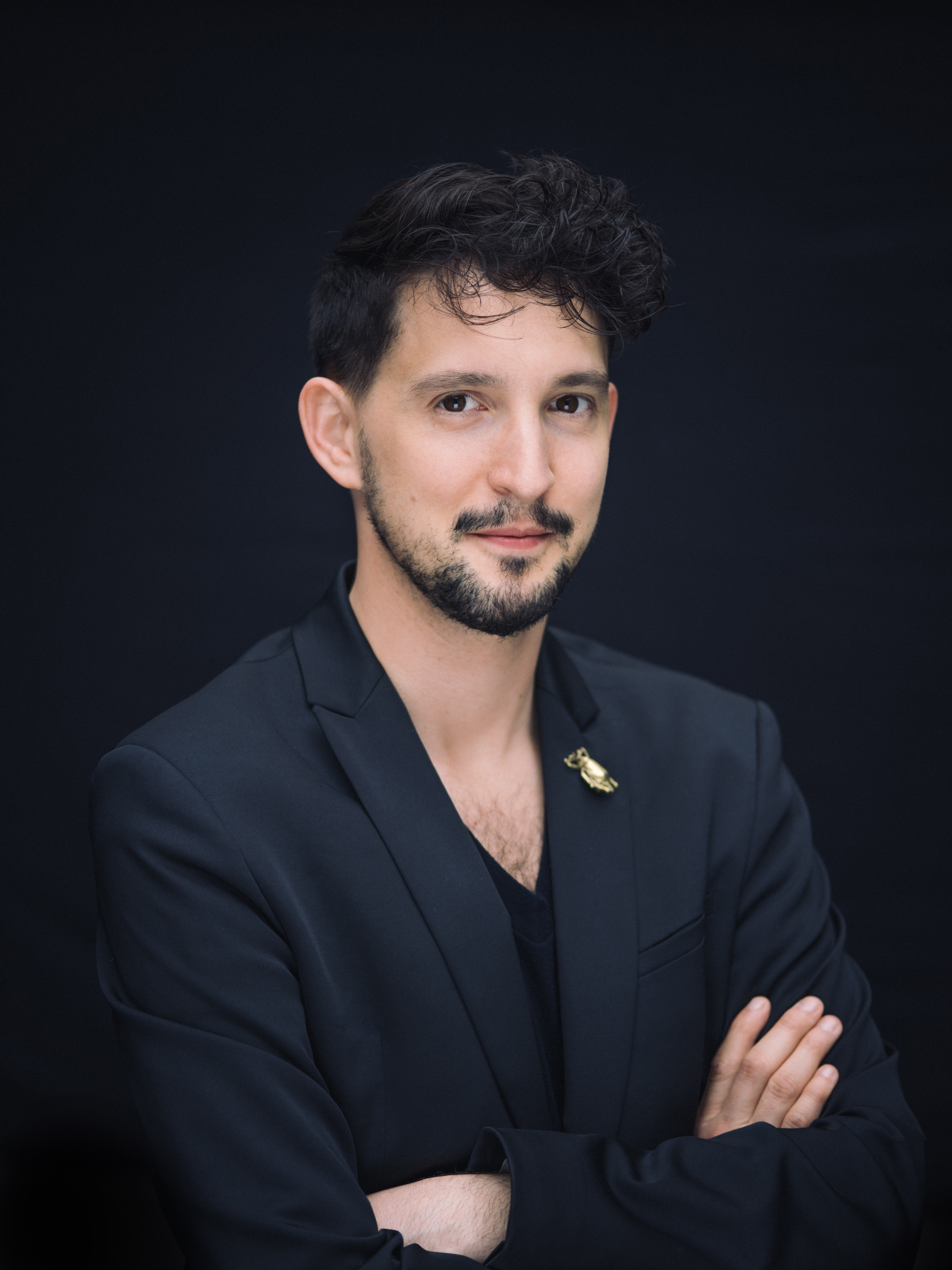
Nikolaus Habjan, Regisseur, Puppenspieler und Puppenbauer, 2017

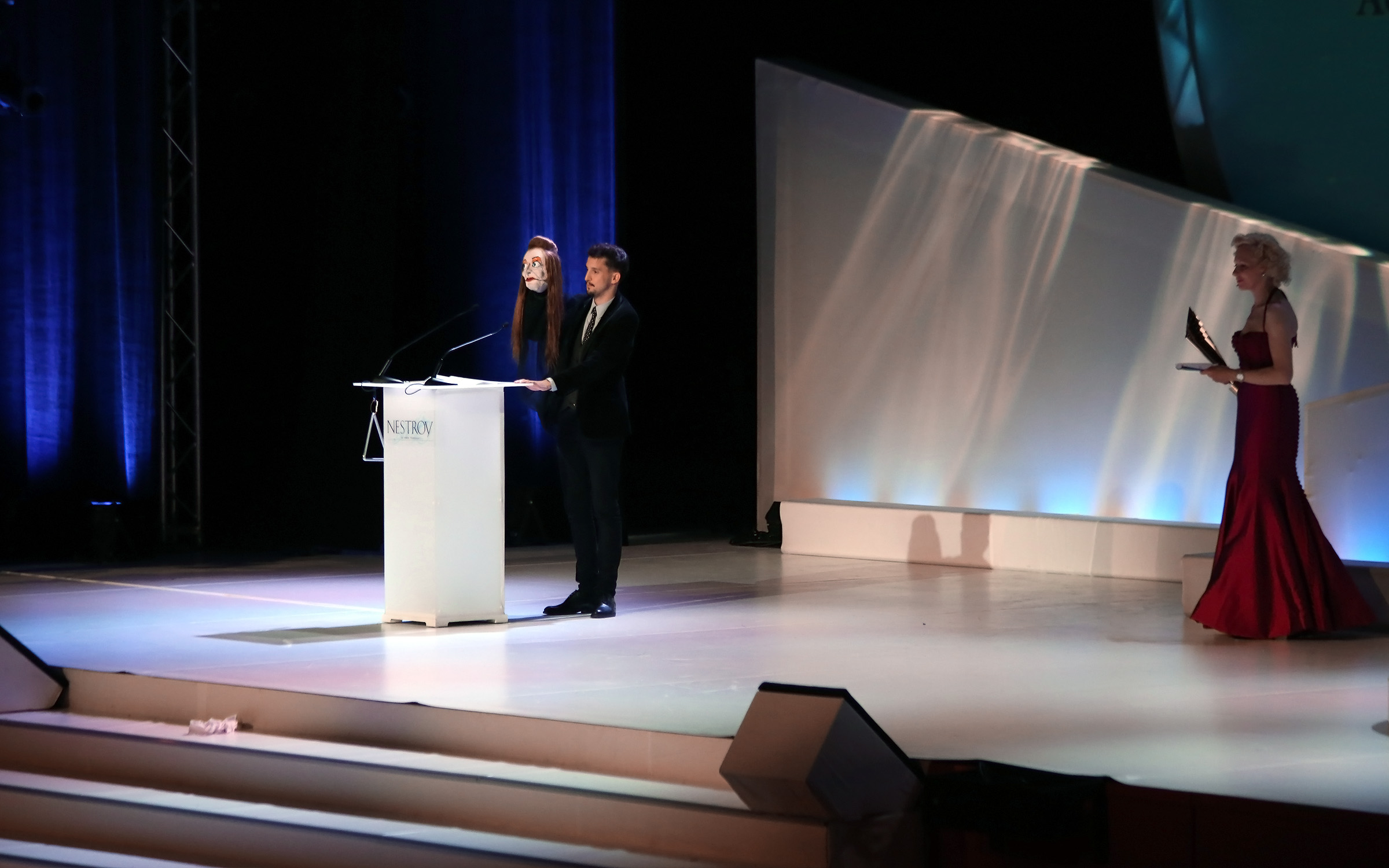
Nikolaus Habjan bei der Verleihung des Nestroy-Theaterpreises 2013 mit seiner Elfriede-Jelinek-Handpuppe aus Schatten (Eurydike sagt)

Nikolaus Habjan (* 24. September 1987 in Graz) ist ein österreichischer Regisseur, Puppenspieler und Kunstpfeifer.

## Leben und Wirken
Nikolaus Habjan wuchs in Graz auf und besuchte hier das BRG Carneri. Er studierte von 2006 bis 2010 Musiktheaterregie an der Universität für Musik und darstellende Kunst Wien.
Im Jahr 2003 erlernte er bei einem Puppenspiel-Workshop von Neville Tranter den Umgang mit Klappmaulpuppen, die er häufig in seinen Stücken einsetzt. Seine Karriere begann 2008 als Regieassistent und Abendspielleiter am Schubert Theater in Wien-Alsergrund. In Zusammenarbeit mit dessen Direktor Simon Meusburger entstand Schlag sie tot, ein Figurenstück, für das er sowohl die Puppen baute als auch auf der Bühne spielte. Es folgten weitere Stücke am Schubert Theater und Gastauftritte, unter anderen am Theater am Lend in Graz. Von 2009 bis 2016 war Habjan als Co-Direktor des Schubert Theaters tätig.
Im Mai 2010 arbeitete Habjan am Staatstheater Mainz als Puppenspieltrainer für die Produktion Die verkaufte Braut von Regisseurin Tatjana Gürbaca. Sein Debüt als Puppenspieler am Burgtheater Wien erfolgte im Februar 2012 in Fool of Love unter der Regie von Matthias Hartmann und Michael Schachermaier.
Die Produktion des Schubert Theaters F. Zawrel – erbbiologisch und sozial minderwertig von Nikolaus Habjan und Simon Meusburger erhielt den Nestroy-Theaterpreis 2012 in der Kategorie Beste Off-Produktion. Im selben Theater veranstaltete Habjan Kunstpfeifabende unter dem Titel „Ich pfeife auf die Oper“.
Am 29. Juni 2014 erhielten Nikolaus Habjan und Simon Meusburger den Aargauer Förderpreis für junges Figurentheater Grünschnabel. Rund 24 Gruppen aus 7 europäischen Nationen, Israel, Chile und den USA haben sich für den Grünschnabel 2014 beworben.
Die Produktion des Schauspielhauses Graz Das Missverständnis von Albert Camus wurde bei der Nestroy-Theaterpreis-Verleihung 2015 als beste Bundesländerproduktion nominiert.
Mit dem von Paulus Hochgatterer verfassten Stück Böhm wurde Habjan 2018 (ebenfalls für eine Produktion des Schauspielhauses Graz) in der Kategorie beste Bundesländerproduktion nominiert.
Diese Produktion wurde als Gastspiel unter anderen an das Residenztheater München, 4. und 5. Februar 2019, zur euro scene Leipzig, 7. November 2018, an das TAK Liechtenstein, 5. und 6. Oktober 2019, und an das Burgtheater Wien, erstmals am 12. Oktober 2019, eingeladen.
In der Covid-19-Krise 2020 trat Habjan verschiedentlich mit der Figur des Berti Blockwardt auf.
Seit 2016 wirkt Nikolaus Habjan mit seinen Handpuppen bei der Eröffnung der Bregenzer Festspiele mit.

## Stücke
- 2008: Schlag sie tot – Bitterböses Puppentheater, Schubert Theater Wien
- 2008: Schlag sie tot – Deluxe, Schubert Theater Wien
- 2010: Herr Berni macht Urlaub, Schubert Theater Wien
- 2010: Becoming Peter Pan – An Epilogue to Michael Jackson, Schubert Theater Wien
- 2011: Freaks, Performance für Puppen und Schauspieler nach dem Film Freaks, Schubert Theater Wien
- 2012: F. Zawrel – Erbbiologisch und sozial minderwertig, Puppenspiel, Uraufführung am 23. März 2012 im Schubert Theater, Regie: Simon Meusburger, Buch, Puppenbau und -spiel: Nikolaus Habjan
- 2012: Fool of Love, Shakespeare-Sonette, vertont von Karsten Riedel und Franui, Inszenierung Matthias Hartmann, Burgtheater Wien, Premiere am 15. April 2012
- 2012: Fly Ganymed von Paulus Hochgatterer, Regie: Jacqueline Kornmüller, Uraufführung am 6. September 2012 im Theseustempel / KHM Wien
- 2013: Schatten (Eurydike sagt) von Elfriede Jelinek, Regie: Matthias Hartmann, Uraufführung der Theaterfassung am 17. Januar 2013 im Akademietheater / Burgtheater Wien
- 2013: Max’n Morizz feat. Texta frei nach Wilhelm Busch, Konzept und Inszenierung: Dominik Günther, Landestheater Linz, Puppenspiel: Nikolaus Habjan und Manuela Linshalm
- 2014: 6 Österreicher unter den ersten 5. Figurentheater nach dem gleichnamigen Buch von Dirk Stermann, Textfassung und Inszenierung: Simon Meusburger, Rabenhof Theater Wien, Puppenspiel: Nikolaus Habjan und Manuela Linshalm
- 2016: Ich pfeife auf die Oper. Ein musikalischer Streifzug durch die Operngeschichte, mit Kunstpfeifer Nikolaus Habjan, am Flügel: Daniel Nguyen, Schauspielhaus Graz, Werke von Mozart, Rossini, Delibes, Puccini, u. a.
- 2016–2017: Kottan ermittelt – Das Puppen-Musical. Nach einer Idee von Helmut Zenker, Inszenierung: Jan und Tibor Zenker, Rabenhof Theater Wien, mit Christian Dolezal als Major Kottan, Puppenspiel: Nikolaus Habjan und Manuela Linshalm

## Inszenierungen
- 2009: Elling, von Axel Hellstenius, Schubert Theater Wien
- 2010: Der Herr Karl, Schubert Theater Wien
- 2011: Der Zerrissene, von Johann Nepomuk Nestroy, Schubert Theater Wien
- 2013: Was geschah mit Baby Jane, nach Henry Farrell, Schubert Theater Wien
- 2014: Das Missverständnis. Figurentheater nach dem gleichnamigen Drama von Albert Camus, Textfassung und Inszenierung: Nikolaus Habjan, Schauspielhaus Graz, Puppenbau: Nikolaus Habjan, Puppenspiel: Seyneb Saleh, Florian Köhler, Nikolaus Habjan, Bühne: Jakob Brossmann, Kostüme: Denise Heschl
- 2015: Doch bin ich nirgend, ach! zu Haus. Musik von Franui nach Schubert, Schumann, Brahms, Mahler, Texte von Robert Walser und Jürg Amann sowie Liedtexte. Konzept, Dramaturgie: Nikolaus Habjan, Markus Kraler, Andreas Schett. Uraufführung in der Minoritenkirche Krems am 14. März 2015
- 2015: Das Wechselbälgchen. Figurentheater nach der gleichnamigen Erzählung von Christine Lavant, Bühnenfassung Maja Haderlap, Inszenierung: Nikolaus Habjan, Volkstheater Wien, Puppenbau: Nikolaus Habjan, Puppenspiel: Seyneb Saleh, Claudia Sabitzer, Florian Köhler, Gábor Biedermann, Bühne: Jakob Brossmann, Kostüme: Denise Heschl. Premiere am 4. Dezember 2015
- 2016: Faust. Eine Tragödie. Schauspiel von Johann Wolfgang Goethe, Inszenierung: Nikolaus Habjan, Next Liberty Graz, Puppenbau: Nikolaus Habjan, Puppenspiel / Schauspiel: Manuela Linshalm, Klaus Huhle, Alice Peterhans, Helmut Pucher, Bühne: Jakob Brossmann, Kostüme: Denise Heschl
- 2017: Nathan der Weise Schauspiel von Gotthold Ephraim Lessing, Inszenierung: Nikolaus Habjan, Volkstheater Wien, Puppendesign: Nikolaus Habjan, Puppenspiel / Schauspiel: Steffi Krautz, Stefan Suske, Günter Franzmeier, Katharina Klar, Christoph Rothenbuchner, Claudia Sabitzer, Gabor Biedermann, Bühne: Jakob Brossmann und Denise Heschl, Kostüme: Denise Heschl, Licht: Paul Grilj
- 2017: Oberon, König der Elfen Oper von Carl Maria von Weber, Inszenierung: Nikolaus Habjan, Bayerische Staatsoper München im Prinzregententheater, Puppendesign: Nikolaus Habjan, musikalische Leitung Ivor Bolton Bühne: Jakob Brossmann, Kostüme: Denise Heschl, Licht: Michael Bauer, Premiere am 21. Juli 2017[5] Wiederaufnahme am 12. Mai 2019 Theater an der Wien, musikalische Leitung Thomas Guggeis
- 2017 Wien ohne Wiener musikalische Revue mit Chansons von Georg Kreisler, Inszenierung: Nikolaus Habjan, Volkstheater Wien Wien, Puppendesign: Nikolaus Habjan, musikalische Leitung Andreas Schett und Markus Kraler Bühne und Kostüme: Denise Heschl, Licht: Paul Grilj, Premiere am 11. Oktober 2017[6]
- 2018: Der Streit Schauspiel von Marivaux, Inszenierung: Nikolaus Habjan, Cuvilliés-Theater München, Puppendesign: Nikolaus Habjan, Bühne: Jakob Brossmann, Kostüme: Denise Heschl.Premiere am Cuvilliés-Theater am 13. Jänner 2018
- 2018: Böhm (Uraufführung) Schauspiel von Paulus Hochgatterer, Inszenierung: Nikolaus Habjan, Schauspielhaus Graz, Regiemitarbeit: Martina Gredler, Puppendesign: Nikolaus Habjan, Bühne: Julius Theodor Semmelmann, Kostüme: Cedric Mpaka, Premiere am 22. März 2018[7]
- 2018 Ausschließlich Inländer ein Georg-Kreisler-Abend von Nikolaus Habjan und Franui, Inszenierung: Nikolaus Habjan, Schauspielhaus Zürich, Puppendesign: Nikolaus Habjan, musikalische Leitung Andreas Schett und Markus Kraler Bühne: Jakob Brossmann, Kostüme: Denise Heschl, Licht: Frank Bittermann, Premiere am 2. Juni 2018[8]
- 2018: Alcina Oper von Georg Friedrich Händel, Inszenierung: Nikolaus Habjan, Freitagsakademie Bern, Puppendesign: Nikolaus Habjan, Bühne und Kostüme: Denise Heschl. Premiere am Konzert Theater Bern am 14. September 2018
- 2018: Volksvernichtung oder Meine Leber ist sinnlos Schauspiel von Werner Schwab, Inszenierung: Nikolaus Habjan, Burgtheater Wien, Puppendesign: Nikolaus Habjan, Puppenbau: Marianne Meinl, Bühne: Jakob Brossmann, Kostüme: Cedric Mpaka, Premiere im Akademietheater Wien am 29. November 2018[9]
- 2019: Am Königsweg Schauspiel von Elfriede Jelinek, Inszenierung: Nikolaus Habjan, Landestheater Niederösterreich, Puppendesign: Nikolaus Habjan, Puppenbau: Marianne Meinl, Bühne: Jakob Brossmann, Kostüme: Cedric Mpaka, Premiere im Landestheater Niederösterreich St. Pölten am 16. März 2019[10]
- 2019: Die sieben Leben des Maximilian eine musikalische Installation,Lienz Inszenierung: Nikolaus Habjan, Idee und musikalische Leitung: Andreas Schett, Komposition: Andreas Schett und Markus Kraler, Puppendesign: Nikolaus Habjan, mit Franui, Christian Zehnder, Solisten des Chores des Bayerischen Rundfunks. Premiere am 20. Juni 2019
- 2019: Faust Oper von Charles Gounod, Kammeroper Wien musikalische Leitung Giancarlo Rizzi, Regie Nikolaus Habjan, Bühnenbild, Kostüme Denise Heschl, Jakob Brossmann, Beleuchtung Franz Josef Tscheck, Premiere am 1. Oktober 2019
- 2020: Salome Musikdrama in einem Akt (1905)von Richard Strauss Fassung von Eberhard Kloke, Inszenierung: Nikolaus Habjan, Theater an der Wien, Puppendesign: Nikolaus Habjan, Puppenbau: Marianne Meinl, Bühne: Julius Theodor Semmelmann, Kostüme: Cedric Mpaka, Premiere im Akademietheater Wien am 18. Jänner 2020[11]
- 2020: Die Entführung aus dem Serail Singspiel in drei Akten von Wolfgang Amadeus Mozart, Inszenierung: Nikolaus Habjan, Theater Dortmund, Puppendesign: Nikolaus Habjan, Puppenbau: Marianne Meinl, Bühne: Jakob Brossmann, Kostüme: Denise Heschl, Premiere im Theater Dortmund am 4. September 2020
- 2020: Der Leichenverbrenner Schauspiel von Ladislav Fuks, Inszenierung: Nikolaus Habjan, Burgtheater Wien, Puppendesign: Nikolaus Habjan, Puppenbau: Marianne Meinl, Bühne: Jakob Brossmann, Kostüme: Cedric Mpaka, Premiere im Akademietheater Wien am 8. Oktober 2020[12]
- 2020: Alles nicht wahr Ein Georg Kreisler-Liederabend mit Nikolaus Habjan und der Musicbanda Franui, Inszenierung: Nikolaus Habjan, Musikalische Leitung: Andreas Schett, Arrangement: Andreas Schett und Markus Kraler, Puppendesign: Nikolaus Habjan, mit Franui. Premiere am 10. Oktober 2020
- 2021 Das Rheingold – Immer noch Loge Oper von Gordon Kampe nach einem Text von Paulus Hochgatterer, Inszenierung: Nikolaus Habjan, Bayreuther Festspiele , Puppendesign: Nikolaus Habjan, musikalische Leitung Gordon Kampe, Bühne und Kostüme: Julius Semmelmann, Premiere am 29. Juli 2021[13]
- 2021 Tosca Oper von Giacomo Puccini nach dem Libretto von Giuseppe Giacosa und Luigi Illica, Inszenierung: Nikolaus Habjan, Theater Dortmund , musikalische Leitung Gabriel Feltz, Bühne: Heike Vollmer, Kostüme:Denise Heschl Premiere am 11. September 2021[14]
- 2022 Fly Ganymed Schauspiel von Paulus Hochgatterer, Inszenierung: Nikolaus Habjan, Staatstheater Stuttgart, Puppendesign: Nikolaus Habjan, Musik von Kyrre Kvam Bühne und Kostüme: Denise Heschl, Premiere am 15. Jänner 2022[15]
- 2022 Der Barbier von Sevilla Oper von Gioachino Rossini, Inszenierung: Nikolaus Habjan, Theater Basel , musikalische Leitung Hélio Vida, Bühne: Jakob Brossmann, Kostüme:Denise Heschl Premiere am 8. Mai 2022[16]
- 2022 Die Zauberflöte Oper von Wolfgang Amadeus Mozart, Inszenierung: Nikolaus Habjan, Theater Dortmund , musikalische Leitung Motonori Kobayashi, Bühne: Jakob Brossmann, Kostüme:Denise Heschl Premiere am 3. September 2022[17]
- 2022 Das Geheimnis der Zauberflöte Eine Familienoper, Fassung von Paulus Hochgatterer und Nikolaus Habjan nach der Großen Oper in zwei Aufzügen von Wolfgang Amadeus Mozart, Inszenierung: Nikolaus Habjan, Theater Dortmund , musikalische Leitung Motonori Kobayashi, Bühne: Jakob Brossmann, Kostüme: Denise Heschl Premiere am 4. September 2022[18]
- 2023 La Périchole Eine Opéra bouffe von Jacques Offenbach Theater an der Wien, Inszenierung Nikolaus Habjan, musikalische Leitung Jordan de Souza, Bühne: Julius Semmelmann, Kostüme: Cedric Mpaka Premiere am 16. Jänner 2023[19]
- 2023 L’Orfeo Favola in Musica von Claudio Monteverdi. Das Libretto stammt von Alessandro Striggio dem Jüngeren. Semperoper, Inszenierung Nikolaus Habjan, musikalische Leitung Wolfgang Katschner, Bühne: Jakob Brossmann, Kostüme: Cedric Mpaka Premiere am 30. April 2023[20]

## Preise
- Best Off Styria Publikumspreis für Der Herr Karl, September 2010.
- Preis der Stiftung der Grazer Theatergemeinschaft, Jänner 2011.
- Nestroy-Preis 2012 „Beste Off-Produktion“ für F. Zawrel – erbbiologisch und sozial minderwertig mit Simon Meusburger (Regie)
- Aargauer Förderpreis Grünschnabel 2014 für F. Zawrel – erbbiologisch und sozial minderwertig mit Simon Meusburger (Regie)
- Wolfgang Swoboda Preis für Menschlichkeit im Strafverfahren 2016[21]
- Dorothea-Neff-Preis 2016 (Publikumspreis) für Fasching, Das Missverständnis, Das Wechselbälgchen[22]
- Nestroy-Theaterpreis 2016 – Publikumspreis[23]
- Verleihung des Festspielpreises der Gesellschaft zur Förderung der Münchner Opernfestspiele e. V., Juli 2017
- Nestroy-Theaterpreis 2018 – Publikumspreis
- Josef-Krainer-Heimatpreis 2018[24]
- Österreichischer Musiktheaterpreis 2024 für die beste Operettenproduktion, La Perichole von Offenbach, im Musiktheater an der Wien (Regie: Nikolaus Habjan)